# Jacobi-módszer
A Jacobi-módszer (vagy Jacobi-féle sajátértékmódszer) néven ismert eljárás olyan iteratív módszer, amely kis méretű (n<10) szimmetrikus valós mátrixok sajátértékeinek és sajátvektorainak a meghatározására használható. Ezen módszer célja a mátrix főátlón kívüli elemeinek iteratív eljárással történő kinullázása. A Jacobi-módszer esetén az iterációs lépéseket addig ismételjük, míg egy általunk meghatározott pontosságig az ismeretleneket meg nem határozzuk. Ez azt fogja jelenteni, hogy akkor állunk meg a lépesekkel, mikor már két egymás utáni lépésben kapott ismeretlen értékek különbsége kisebb egy általunk meghatározott értéknél.
Nevét Carl Gustav Jacob Jacobiról kapta, aki először 1846-ban publikálta, de csak az 1950-es években vált elterjedtté a számítógépek fejlődése miatt.
A Jacobi-módszer esetében az iterációs képlet a következő lesz:
{\displaystyle x_{i}^{(k+1)}={\frac {1}{a_{ii}}}\left(b_{i}-\sum _{j=1,j\neq i}^{n}a_{ij}x_{j}^{(k)}\right),\quad i=1,2,\ldots ,n}
Ahhoz, hogy könnyebben megérthessük a módszer elvét, tekintsünk egy példát:
{\displaystyle {\begin{pmatrix}a_{11}&a_{12}\\a_{21}&a_{22}\end{pmatrix}}{x_{1} \choose x_{2}}={b_{1} \choose b_{2}}}
Hogy jobban áttekinthető legyen, átírhatjuk egyenletek formájába, amely így nézhet ki:
{\displaystyle {\begin{cases}a_{11}x_{1}+a_{12}x_{2}=b_{1}\\a_{21}x_{1}+a_{22}x_{2}=b_{2}\end{cases}}}
Innen kifejezhető az x1 és x2 ismeretlen, így a következő egyenleteket kapjuk:
{\displaystyle x_{1}=-{a_{12} \over a_{11}}x_{2}+{b_{1} \over a_{11}}},
{\displaystyle x_{2}=-{a_{21} \over a_{22}}x_{1}+{b_{2} \over a_{22}}}
Az így kapott egyenletrendszert úgy oldhatjuk meg, hogy kezdetben kiindulunk az {\displaystyle x_{1}^{(0)}}, illetve az {\displaystyle x_{2}^{(0)}} legjobb becslésünkből, vagy az egyszerűség kedvéért indulhatunk 0-ból is. Ezután felhasználva az
{\displaystyle x_{1}^{(k)}=-{a_{12} \over a_{11}}x_{2}^{(k-1)}+{b_{1} \over a_{11}}},
{\displaystyle x_{2}^{(k)}=-{a_{21} \over a_{22}}x_{1}^{(k-1)}+{b_{2} \over a_{22}}}
lépéseket, eljuthatunk egy jobb közelítő értékig. Ezt addig alkalmazzuk, amíg az ismeretleneket tetszőleges pontossággal meg nem határozzuk.

## Leírás
Az olyan transzformációt, ahol egy mátrixszal jobbról és az inverzével balról szorzunk egy mátrixot, hasonlósági transzformációnak nevezzük. A karakterisztikus egyenletet felírva
belátható, hogy a hasonlósági transzformáció nem változtatja meg a sajátértékeket. Valós és szimmetrikus mátrixok esetén {\displaystyle \mathbf {R^{-1}=R^{T}} }, vagyis a hasonlósági transzformáció ortogonális transzformáció is egyben. Ezen az összefüggésen alapul a következőkben ismertetett módszer is. Vagyis a megfelelően megválasztott transzformációval a mátrixot diagonalizáljuk.
Mivel a sajátvektorok maguk is valósak és ortogonálisak, az {\displaystyle \mathbf {A} } szimmetrikus mátrix diagonalizálása megoldható az {\displaystyle \mathbf {R} } ortogonális hasonlósági transzformáció segítségével, azaz
{\displaystyle {\begin{aligned}\mathbf {R^{T}\cdot A\cdot R=\Lambda } .\end{aligned}}}
Vegyük példaként a {\displaystyle 2\times 2} típusú mátrix esetét. Ekkor a transzformációhoz használjuk a
{\displaystyle \mathbf {R} ={\begin{pmatrix}\cos \varphi &-\sin \varphi \\\sin \varphi &\cos \varphi \end{pmatrix}}}
síkforgatást leíró mátrixot, ahol {\displaystyle \varphi } a forgatás szöge. Ha felírjuk ezzel az {\displaystyle \mathbf {A'=R^{T}\cdot A\cdot R} }
szimmetria transzformációt, a transzformálás után az {\displaystyle \mathbf {A'} } mátrix elemei
{\displaystyle {\begin{aligned}a_{11}^{'}&=a_{11}\cos ^{2}\varphi +2a_{21}\sin \varphi \cos \varphi +a_{22}\sin ^{2}\varphi \\a_{22}^{'}&=a_{11}\sin ^{2}\varphi -2a_{21}\sin \varphi \cos \varphi +a_{22}\cos ^{2}\varphi \\a_{21}^{'}&=a_{21}(\cos ^{2}\varphi -\sin ^{2}\varphi )+(a_{22}-a_{11})\sin \varphi \cos \varphi =a_{12}^{'}\end{aligned}}}
lesznek. Ha a nem átlós {\displaystyle a_{12}^{'}} és {\displaystyle a_{21}^{'}} elemeket 0-vá alakítjuk, az elforgatási szögre a következő egyenletet kapjuk:
{\displaystyle {\begin{aligned}\cot ^{2}\varphi +{\frac {a_{22}-a_{11}}{a_{21}}}\cot \varphi -1&=0,\end{aligned}}}
melynek alapján
{\displaystyle {\begin{aligned}\tan \varphi &={\Biggl [}{\frac {a_{11}-a_{22}}{2a_{12}}}\pm {\sqrt {{\Bigl (}{\frac {a_{11}-a_{22}}{2a_{12}}}{\Bigl )}^{2}+1}}{\Biggl ]}^{-1}.\end{aligned}}}
Innen megkaphatjuk a {\displaystyle \cos \varphi =(1+\tan \varphi )^{-1/2}}
és {\displaystyle \sin \varphi =\tan \varphi \cos \varphi } függvényeket, melyekkel
felépítjük a forgatásmátrixot.
Az így kapott {\displaystyle \mathbf {A'} } mátrix diagonális, tehát az átlóban található együtthatók a sajátértékek,
míg az {\displaystyle \mathbf {R} } forgatásmátrix két oszlopa a sajátértékeknek megfelelő két sajátvektor:
{\displaystyle {\begin{aligned}\lambda _{1}&=a_{11}^{'},&\mathbf {x} ^{(1)}&={\begin{bmatrix}\cos \varphi \\\sin \varphi \end{bmatrix}};\\\lambda _{2}&=a_{22}^{'},&\mathbf {x} ^{(2)}&={\begin{bmatrix}-\sin \varphi \\\cos \varphi \end{bmatrix}}.\end{aligned}}}

## Általános eset
A következőkben nézzük meg, hogy miként működik ez a módszer általános esetben {\displaystyle n\times n} méretű mátrixok esetén. A sík-forgatás mátrixunk az egységmátrixtól csak az {\displaystyle r_{ii},r_{ij},r_{ji},r_{jj}} elemekben tér el, vagyis
{\displaystyle \mathbf {R} _{ij}={\begin{pmatrix}1&\vdots &&\vdots &0\\\cdots &\cos \varphi &\cdots &-\sin \varphi &\cdots \\&\vdots &\ddots &\vdots &&\\\cdots &\sin \varphi &\cdots &\cos \varphi &\cdots \\0&\vdots &&\vdots &1\end{pmatrix}}}
Ezt felhasználva az
{\displaystyle \mathbf {A'=R_{ij}^{T}\cdot A\cdot R_{ij}} }
ortogonális hasonlósági transzformációval nullákat viszünk be az {\displaystyle a_{ij}^{'}}és {\displaystyle a_{ji}^{'}} elemek helyére.
A szorzás elvégzése után az
{\displaystyle {\begin{aligned}a_{ik}^{'}&=a_{ki}^{'}=a_{ik}\cos \varphi +a_{jk}\sin \varphi ,k={\overline {1,n}}\\a_{jk}^{'}&=a_{kj}^{'}=a_{ik}\sin \varphi +a_{jk}\cos \varphi ,k\neq i,j\\a_{ii}^{'}&=a_{ii}\cos ^{2}\varphi +2a_{ji}\sin \varphi \cos \varphi +a_{jj}\sin ^{2}\varphi \\a_{jj}^{'}&=a_{ii}\sin ^{2}\varphi -2a_{ji}\sin \varphi \cos \varphi +a_{jj}\cos ^{2}\varphi \\a_{ji}^{'}&=a_{ji}(\cos ^{2}\varphi -\sin ^{2}\varphi )+(a_{jj}-a_{ii})\sin \varphi \cos \varphi =a_{ij}^{'}\end{aligned}}}
mátrixelemeket kapjuk eredményül. Ezek közül megköveteljük, hogy az {\displaystyle a_{ij}^{'}} , illetve az {\displaystyle a_{ji}^{'}}
elemek 0-ák legyenek. Ekkor a
{\displaystyle \cot ^{2}\varphi +{\frac {a_{jj}-a_{ii}}{a_{ji}}}\cot \varphi -1=0}
egyenlethez jutunk, melyet megoldva a forgatás szöge
{\displaystyle \tan \varphi ={\Bigg [}{\frac {a_{ii}-a_{jj}}{2a_{ij}}}\pm {\sqrt {{\Big (}{\frac {a_{ii}-a_{jj}}{2a_{ji}}}{\Big )}^{2}+1}}{\Bigg ]}^{-1}}
lesz.
Meg kell jegyeznünk, hogy amikor egy másik elemet nullázunk ki a következő lépésben, akkor az előzőekben kinullázott elem elromlik. Viszont belátható, hogy bizonyos
feltételek mellett az átlón kívüli elemek négyzetösszege egy lépésben {\displaystyle 2\mid a_{ij}\mid ^{2}}-tel csökken, vagyis monoton módon tart 0-hoz.
{\displaystyle A_{l}}-lel jelölve az {\displaystyle l}. transzformáció utáni mátrixot, a transzformáció-sorozatot a következőképpen írhatjuk:
{\displaystyle \mathbf {A_{0}=A,A_{1}=R_{1}^{T}\cdot A_{0}\cdot R_{1},A_{2}=R_{2}^{T}\cdot A_{1}\cdot R_{2},\dots ,A_{l}=R_{l}^{T}\cdot A_{l-1}\cdot R_{l},\dots ,} }
ahol {\displaystyle \mathbf {R_{l}} }-el valamely nem-átlós elemre alkalmazott transzformációt jelöltük. Képezzük a
transzformációs mátrixok
{\displaystyle {\begin{aligned}\mathbf {X_{l}=R_{0}\cdot R_{1}\cdots R_{l}} ,&&l=0,1,2,\dots ,\end{aligned}}}
szorzatát. Ha végtelen sok transzformációt végzünk, akkor
{\displaystyle {\begin{aligned}\lim _{l\to \infty }\mathbf {A_{l}=\Lambda } ,&&\lim _{l\to \infty }\mathbf {X_{l}=X} \end{aligned}}}
lesz. Ez azt jelenti, hogy ha ezeket a transzformációkat egymás után alkalmazzuk, akkor a mátrix diagonalizálódik, és az átlóban a sajátértékeket kapjuk. A sajátvektorok pedig a transzformációk szorzatmátrixának oszlopaiban lesznek.
A módszer konvergenciáját a {\displaystyle \tan \varphi \leq 1} feltétel tiszteletben tartása biztosítja, ami egy {\displaystyle \varphi \leq \pi /4} forgatásnak felel meg. Ezt úgy tudjuk biztosítani, hogy a két gyök közül a "+" előjelest választjuk, amennyiben {\displaystyle (a_{ii}-a_{jj})/a_{ji}>0}
és a "−" előjelest az ellenkező esetben. Ezt úgy tudjuk legkönnyebben megvalósítani, hogy a szöget a következőképpen számoljuk:
{\displaystyle \tan \varphi =sign{\Big (}{\frac {a_{ii}-a_{jj}}{2a_{ji}}}{\Big )}{\Bigg [}\left|{\frac {a_{ii}-a_{jj}}{2a_{ji}}}\right|+{\sqrt {{\Big (}{\frac {a_{ii}-a_{jj}}{2a_{ji}}}{\Big )}^{2}+1}}{\Bigg ]}^{-1}.}

## Algoritmus
A leírt módszer a következő algoritmus segítségével alkalmazható számítógépre:
```
from
 
__future__
 
import
 
division

import
 
math

dim
=
4

def
 
Jacobi
(
a
,
imax
,
epsilon
,
x
,
l
):

	
for
 
i
 
in
 
range
(
dim
):

		
for
 
j
 
in
 
range
(
dim
):

			
x
[
i
][
j
]
=
0

		
x
[
i
][
i
]
=
1

		
l
[
i
]
=
a
[
i
][
i
]

	
for
 
it
 
in
 
range
 
(
imax
):

		
amax
=
0

		
for
 
j
 
in
 
range
(
1
,
dim
,
1
):

			
for
 
i
 
in
 
range
 
(
j
):

				
a
[
i
][
i
]
=
l
[
i
]

				
a
[
j
][
j
]
=
l
[
j
]

				
a
[
j
][
i
]
=
math
.
fabs
(
a
[
j
][
i
])

				
if
 
amax
<
a
[
j
][
i
]:

					
amax
=
a
[
j
][
i
]

				
if
 
a
[
j
][
i
]
>
epsilon
:

					
tmp
=
(
a
[
i
][
i
]
-
a
[
j
][
j
])
/
(
2
*
a
[
j
][
i
])

					
t
=
1
/
(
math
.
fabs
(
tmp
)
+
math
.
sqrt
(
1
+
tmp
*
tmp
))

					
if
 
tmp
<
0
:

						
t
=-
t

					
c
=
1.0
/
(
math
.
sqrt
(
1
+
t
*
t
))

					
s
=
c
*
t

					
for
 
k
 
in
 
range
(
i
):

						
temp
=
a
[
i
][
k
]
*
c
+
a
[
j
][
k
]
*
s

						
a
[
j
][
k
]
=
a
[
j
][
k
]
*
c
-
a
[
i
][
k
]
*
s

						
a
[
i
][
k
]
=
temp

					
for
 
k
 
in
 
range
(
i
+
1
,
j
,
1
):

						
temp
=
a
[
k
][
i
]
*
c
+
a
[
j
][
k
]
*
s

						
a
[
j
][
k
]
=
a
[
j
][
k
]
*
c
-
a
[
k
][
i
]
*
s

						
a
[
k
][
i
]
=
temp

					
for
 
k
 
in
 
range
(
j
+
1
,
dim
,
1
):

						
temp
=
a
[
k
][
i
]
*
c
+
a
[
k
][
j
]
*
s

						
a
[
k
][
j
]
=
a
[
k
][
j
]
*
c
-
a
[
k
][
i
]
*
s

						
a
[
k
][
i
]
=
temp

					
for
 
k
 
in
 
range
 
(
dim
):

						
temp
=
x
[
k
][
i
]
*
c
+
x
[
k
][
j
]
*
s

						
x
[
k
][
j
]
=
x
[
k
][
j
]
*
c
-
x
[
k
][
i
]
*
s

						
x
[
k
][
i
]
=
temp

					
tmp
=
2
*
s
*
c
*
a
[
j
][
i
]

					
l
[
i
]
=
a
[
i
][
i
]
*
c
*
c
+
a
[
j
][
j
]
*
s
*
s
+
tmp

					
l
[
j
]
=
a
[
i
][
i
]
*
s
*
s
+
a
[
j
][
j
]
*
c
*
c
-
tmp

					
a
[
j
][
i
]
=
0

		
if
 
amax
<=
epsilon
:

			
return
 
0

	
return
 
666

a
=
[

	
[
3
,
0
,
2
,
1
],

	
[
0
,
1
,
3
,
4
],

	
[
2
,
3
,
2
,
1
],

	
[
1
,
4
,
1
,
5
]

	
]

x
=
[

	
[
0
,
0
,
0
,
0
],

	
[
0
,
0
,
0
,
0
],

	
[
0
,
0
,
0
,
0
],

	
[
0
,
0
,
0
,
0
]

	
]

l
=
[
0
,
0
,
0
,
0
]

epsilon
=
1e-16

imax
=
1e6

print
 
a

b
=
Jacobi
(
a
,
imax
,
epsilon
,
x
,
l
)

print
 
b

print
 
x

print
 
l

```

### Példa
Legyen 
{\displaystyle A={\begin{pmatrix}3&0&2&1\\0&1&3&4\\2&3&2&1\\1&4&1&5\end{pmatrix}}}
A jacobi a következő sajátértékeket és sajátvektorokat adja:
{\displaystyle \lambda _{1}=3.8614176875601696}
{\displaystyle \eta ^{(1)}={\begin{bmatrix}0.20847934594025172\\-0.9248091113211869\\-0.30940655891140356\\0.07437776036050801\end{bmatrix}}}
{\displaystyle \lambda _{2}=1.0818507981865024}
{\displaystyle \eta ^{(2)}={\begin{bmatrix}0.04702320745376396\\0.334174641833777\\-0.9043336166358197\\0.2613366345126636\end{bmatrix}}}
{\displaystyle \lambda _{3}=-2.741255286528889}
{\displaystyle \eta ^{(3)}={\begin{bmatrix}0.5641570498877014\\0.09332500337954595\\0.2860200054465712\\0.7689016993677129\end{bmatrix}}}
{\displaystyle \lambda _{4}=8.797986800782214}
{\displaystyle \eta ^{(4)}={\begin{bmatrix}-0.7975286849631742\\-0.156031599737972\\0.06812376684627766\\0.5787584029064224\end{bmatrix}}}